# عيد النصر (مصر)
عيد النصر يحتفل به في مصر يوم 23 ديسمبر من كل عام، ويتم الاحتفال به في مدينة بورسعيد بشكل أساسي. وهو ذكرى انتصار القوات المصرية، والشعب المصري والإرادة المصرية على قوات العدوان الثلاثي البريطاني، والفرنسي والإسرائيلي عام 1956، واندحار قوات هذه الدول على أرض مدينة بورسعيد. وبذلك تحقق تحرير الأراضي مصر من أي احتلال وتأكدت مصرية قناة السويس.